# Salamina
|  | Per a altres significats, vegeu «Salamina (desambiguació)». |

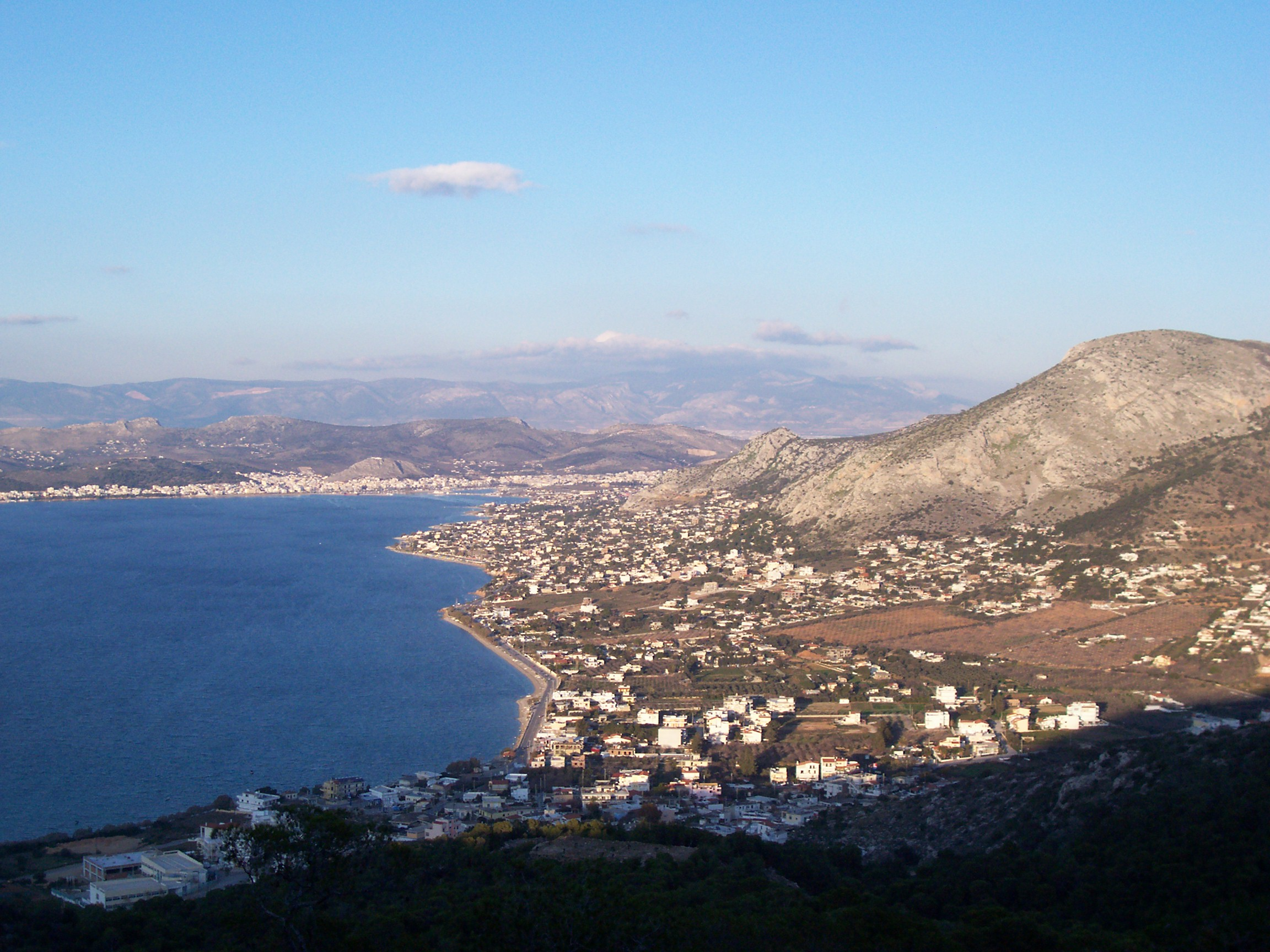
Panoràmica de la capital de l'illa, davant la badia del mateix nom

Salamina o Sàlamis (grec: Σαλαμίνα; en grec antic i en katharévussa, Σαλαμίς; antigament també Kúluri, grec: Κούλουρη) és la més gran de les illes del Golf Sarònic, situada entre la costa occidental de l'Àtica i la costa oriental de Mègara, i que forma la part sud de la badia d'Eleusis. Està separada de la costa per un canal estret. Fa uns 10 km de nord a sud, i a la part més ampla, d'est a oest, una mica més. És part de la unitat perifèrica de les Illes Saròniques.

## Història
Segons el mite, Posidó va raptar la nimfa Salamina i la va deixar prenyada a l'illa, que a partir de llavors fou coneguda amb aquest nom. El seu fill, Cicreu, alliberà l'illa d'una serp terrible, i per això fou proclamat el primer rei de Salamina. A la seva mort, l'illa passà als eàcides (descendents d'Èac), que hi van arribar provinents de l'illa d'Egina: Telamó, fill d'Èac i besnét de Cicreu, va haver de fugir d'Egina després de matar Focos, el seu germanastre, i es va convertir en sobirà de Salamina. El seu fill Àiax el Gran va anar a la guerra de Troia amb 12 vaixells, segons el Catàleg de les naus de la Ilíada. Entre els noms mítics de Salamina figuren Escírade (grec antic: Σκιράς), pel nom d'un heroi local; Cicrea, per mor de Cicreu; i Pitiüssa (grec antic: Πιτυοῦσσα), pels pinars que hi creixien.
L'any 620 aC encara era un estat independent quan van disputar la seva possessió Mègara i Atenes. Després d'una llarga lluita, va caure en mans de Mègara i la van ocupar, però per un estratagema de Soló va passar a Atenes, segons Plutarc i Pausànies. La disputa es va sotmetre a l'arbitratge d'Esparta. Els atenesos recolzaven els seus drets per una línia de la Ilíada que deia que Àiax anava amb els atenencs amb les seves dotze naus, però se sospitava que havia estat un afegitó de Soló o de Pisístrat, atès que Mègara va presentar una altra versió del vers. Atenes deia a més, que els fills d'Àiax havien cedit l'illa als atenencs quan van anar a viure a l'Àtica. Aquests arguments es van considerar suficients i Esparta va sentenciar en favor d'Atenes; a partir de llavors, es va convertir en un dem de l'Àtica. Durant la Guerra del Peloponnès, el 429 aC els espartans capturaren la fortalesa de Budoros, al nord-oest de l'illa, per mirar de conquerir el Pireu, però l'atac no reeixí i abandonaren Salamina.
Cap a l'any 350 aC, quan Macedònia la va declarar independent. L'any 318 aC l'illa va rebre voluntàriament un contingent de tropes macedòniques després d'haver resistit amb èxit diversos atacs de Cassandre, segons diuen Diodor de Sicília i Poliè. Va continuar sota el poder de Macedònia fins a l'any 232 aC, quan els atenesos, amb l'ajuda d'Arat de Sició, la van comprar als macedonis, juntament amb Muníquia i Súnion. Més tard, els naturals de l'illa en van ser expulsats i les seves terres es van repartir entre els clerucs atenesos. A partir d'aquell moment Salamina va passar a ser una dependència d'Atenes, car no torna a ser anomenada dem, ans simplement polis.
Segons Estrabó, l'antiga ciutat de Salamina, la residència del rei Àiax, era a la banda sud de l'illa, en direcció a Egina; quan l'illa es va convertir en un dem de l'Àtica es va fundar una nova ciutat, abandonant la vella, cap a la banda est de l'illa, davant de la costa àtica. En temps de Pausànies aquesta ciutat ja era en decadència: en romania l'àgora en ruïnes i un temple dedicat a Àiax amb una estàtua de l'heroi feta de banús. També hi havia un temple d'Àrtemis, el trofeu erigit per commemorar la victòria sobre els perses i un santuari de Cicreu. Es conserven algunes restes de l'antiga ciutat a la vora de la capital actual. També s'ha excavat l'antiga ciutat, on s'han trobat restes micèniques i posteriors.
El setembre de l'any 480 aC l'illa va ser l'escenari de la famosa batalla naval de Salamina on els grecs i els seus aliats van derrotar els perses contra tot pronòstic amb una original estratègia.
Després del 1205 va passar al ducat d'Atenes. Fou possessió catalana a la meitat del segle xiv. Joan Frederic d'Aragó fou senyor d'Egina i Salamina. La darrera constància de domini català és de 1366. El 1448 va passar als otomans fins a la independència grega. Durant aquests períodes fou coneguda amb el nom de Kúluri, a causa de la seva forma (grec: κόλουρος, 'retallat'). Amb la creació del regne de Grècia i la incorporació de l'illa, l'estat imposà la recuperació del nom antic, Salamina.